# Road Town
Road Town, der ligger på Tortola, er hovedstaden i Britiske Jomfruøer. Den ligger på hestesko-formede Road Harbour i centrum af øens sydlige kyst. Byen har 12.603(2012)indbyggere; i 2004 var den omkring 9.400.
Navnet er afledt af det nautiske udtryk "the roads" ("Red") , et sted mindre beskyttet end en havn, men som skibene nemt kan komme til. En 28 hektar (70 acres) udvikling kaldes Wickham's Cay, der består af to områder, der blev inddæmmet fra havet og en marina har gjort det muligt for Road Town til at fremstå som et fristed for yachts og et centrum for turisme. I disse områder vil du finde den nyeste del af byen. Dette er knudepunktet for de nye kommercielle og administrative bygninger i de Britiske Jomfruøer. Den ældste bygning i Road Town er HM Prison på Main Street, stammer fra 1840'erne.

## Historie
Byen blev grundlagt i 1648 af hollandske bosættere fra det Det nederlandske Vestindiske kompagni. 

## Billedgalleri
- The old Her Majesty's Prison
- Hendes majestæts fængsel, i Road Town, Tortola
- Road Town set fra havet
- Road Town set fra havet
- Britiske Jomfruøers våbenskjold
- Øen Tortola
- BVI Beacon, Avis
- Tidligere kontorer for BVI Beacon nu Dove Restaurant, Main Street, Road Town, Tortola
- Det nye kontor for BVI Beacon
- Nummerplade
- AIDAvita i Roadtown